# グレン・ユングストローム
グレン・ユングストローム (Glenn Ljungström、1974年9月7日 - )は、スウェーデンのヘヴィメタルミュージシャン (ギタリスト)。イン・フレイムス、ディメンション・ゼロ、ザ・レジスタンスの元ギタリスト。

## 略歴
1990年からイン・フレイムスに参加。イン・フレイムスの中心人物であるイェスパー・ストロムブラードとツインギターを成した。アルバム3枚に参加したが、1997年にツアーの疲れやモチベーションの問題などからイン・フレイムスを脱退。後任には、ニクラス・エンゲリンが就いたが、1年ほどでビョーン・イエロッテに交代した。イン・フレイムスでは、イェスパーと共に作曲を行っており、2ndアルバムまでの全曲の作曲に関わっていた。
1995年には、ニクラス・スンディンに代わってハンマーフォールに加入。1stアルバム『Glory To The Brave』に参加したが、イン・フレイムスと同じく1997年に脱退している。
また、イン・フレイムス在籍中の1996年にはイェスパーと共にサイド・プロジェクトバンド、ディメンション・ゼロを結成。グレンの書く曲がアグレッシブ過ぎてイン･フレイムスに合わなくなっていったため、それらの曲を生かすために結成された。結成当初は、エージェント・オレンジと名乗っていたが、短期間でディメンション・ゼロに改名している。ディメンション・ゼロでは、2ndアルバムまで参加する。2003年に、ディメンション・ゼロを脱退する。当初は、スタジオ参加のみのメンバーになるとの話もあったが、結局脱退している。今回の脱退も、ツアーの疲れとモチベーションの問題が原因だった。2005年に、ディメンション・ゼロに復帰するも、同年中に再び脱退している。
2005年以降、ミュージシャンとして目立った活動はしていなかったが、2011年にイン・フレイムスを脱退したイェスパーが結成したザ・レジスタンスの結成メンバーとしてクレジットされた。ザ・レジスタンスには、他にマルコ・アロ (Vo: フェイス・ダウン、元ザ・ホーンテッド)、アレックス・ロスバック・ホルスタッド (B: 元デスパイト、元デカメロン、元カーディナル・シン)、クリス・バーケンショー (Ds: カーナル・フォージ、フェイス・ダウン、コンストラクデッド)が参加している。
2015年秋にザ・レジスタンスを脱退。脱退の理由は個人的な理由によるもの。グレンの後任として、ディメンション・ゼロでグレンと同僚だったダニエル・アントンソンが加入した。

## ディスコグラフィ

### イン・フレイムス
アルバム
- 1994年　Lunar Strain
- 1995年　The Jester Race
- 1997年　Whoracle

シングル・ミニアルバム
- 1994年　Subterranean
- 1997年　Black-Ash Inheritance

コンピレーション
- 1995年　V.A. / W.A.R. Compilation Vol.1

### ディメンション・ゼロ
アルバム
- 2002年　Silent Night Fever
- 2003年　This Is Hell

シングル・ミニアルバム
- 1997年　Penetrations From The Lost World
2003年にボーナストラックとして、2002年の来日公演のライブトラックを追加して再発された。

### ハンマーフォール
アルバム
- 1997年 Glory To The Brave